# Entombed
Entombed — шведський дез-метал гурт, заснований у 1987 році під назвою Nihilist. Entombed були одними із перших представників скандинавського дез-металу. З початку 1990-х років гурт почав змінювати свій стиль, сприйнявши вплив харкор-панку та інших новітніх стилів. Їх новий стиль був названий death 'n' roll. На Entombed великий вплив мали такі гурти як Autopsy та Slayer, Kiss, Misfits, Motörhead і Discharge.

## Дискографія

### Студійні альбоми
- 1990 — Left Hand Path
- 1991 — Clandestine
- 1993 — Wolverine Blues
- 1997 — DCLXVI: To Ride Shoot Straight and Speak the Truth
- 1998 — Same Difference
- 2000 — Uprising
- 2002 — Morning Star
- 2003 — Inferno
- 2007 — Serpent Saints — The Ten Amendments